# Dioscorea trichanthera
Dioscorea trichanthera är en enhjärtbladig växtart som beskrevs av Henry Allan Gleason. Dioscorea trichanthera ingår i släktet Dioscorea och familjen Dioscoreaceae. Inga underarter finns listade i Catalogue of Life.